# سلول ۲۱۱
سلول ۲۱۱ (اسپانیایی: Celda 211‎) یک فیلم درام دلهره‌آور و اکشن به کارگردانی دانیل مونسون است که در سال ۲۰۰۹ منتشر شد. از بازیگران آن می‌توان به لوئیس تسار، آلبرتو آمان، آنتونیو رسی‌نس، مارتا اتورا، بیسنته رومرو و کارلوس باردم اشاره کرد.